# Provincia de Cartagena (España)
Cartagena fue una antigua provincia española situada en la actual Región de Murcia que estuvo en vigor entre 1799 y 1805.

## Historia
La creación de la provincia de Cartagena responde a una reforma fiscal auspiciada por Miguel Cayetano Soler para racionalizar la percepción de los tributos. Con el real decreto del 25 de septiembre de 1799 e instrucción de 4 de octubre, con desarrollo en la real orden de 22 de enero de 1801 y resolución de 8 de julio de este mismo año, se constituyeron las provincias de Alicante, Cádiz, Cartagena, Málaga, Oviedo —actual Asturias— y Santander —actual Cantabria—. En estas nuevas provincias no se designó a ningún intendente; de esta forma, se ratificó al gobernador militar en estos puertos de mar como autoridad independiente respecto al intendente en las rentas de los puertos y sus costas, pero única y exclusivamente en el aspecto fiscal, de forma que no se le otorgaron a estas nuevas provincias otras atribuciones como fomento o ejército.
La delimitación de los nuevos ámbitos provinciales no llegaron a demarcarse, en este sentido una circular del 8 de septiembre de 1802, instaba a los gobernadores y subdelegados encargados de las nuevas provincias marítimas, de forma similar al Intendente, a dar cuenta de los pueblos de su demarcación.
Sin embargo, la provincia de Cartagena no llegó a subsistir, y su duración fue efímera al extinguirse en 1805.
En la actualidad existe en la comarca del Campo de Cartagena un movimiento social, político e ideológico denominado cartagenerismo que reclama, entre otras cosas, la reinstauración de la provincia de Cartagena.